# Pedrinhas
Pedrinhas là một đô thị thuộc bang Sergipe, Brasil. Đô thị này có diện tích 39,93 km², dân số năm 2007 là 8389 người, mật độ 210,09 người/km².